# Theodor Stratelates

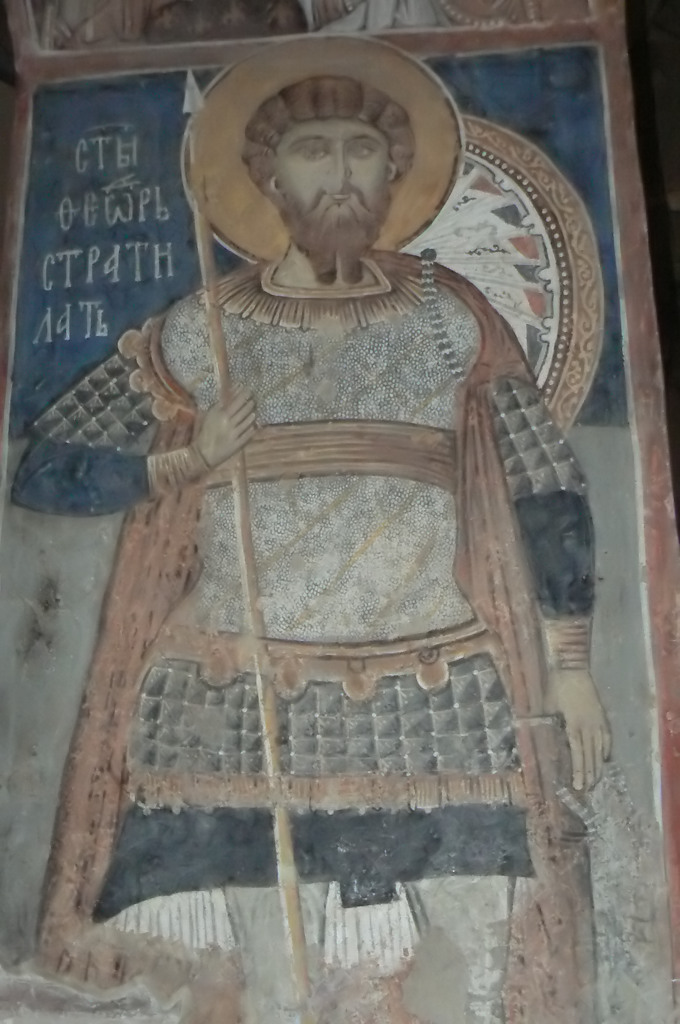
Theodor Stratelates, Fresko, Semenkloster, 11. Jhd.?

Theodor Stratelates (gest. 319) war ein römischer Heerführer. Er wird in der orthodoxen und der katholischen Kirche als Heiliger und Erzmärtyrer verehrt.
Sein Gedenktag ist der 8. Februar.
Theodor Stratelates war der Legende nach Heerführer in Heraclea Pontica. Er weigerte sich, an einem römischen Opferkult teilzunehmen, und wurde dafür enthauptet. In der Verehrung wird er mit dem heiligen Theodor Tiro oder Theodorus von Euchaïta (gest. 306) vermischt, der aus ähnlichen Gründen hingerichtet wurde. Die Akten des Theodoros Stratelates gelten in der Forschung heute als Um- und Weiterbildung der Legenden um Theodor Tiro, an der Identität beider Figuren ist nicht zu zweifeln; dabei genießt Theodorus von Euchaïta bzw. Theodor Tiro legale Priorität und Kultberechtigung.
In der ersten Monographie über ein russisches Kunstwerk behandelt Johann Alexander Döderlein die  Ikone des von Theodor Stratelates in der Rieterkirche St. Marien und Christophorus in Kalbensteinberg.